# Donowensita
La donowensita és un mineral de la classe dels fosfats. Rep el nom en honor de Don Ray Owens (18 de març de 1937, Stuttgart, Arkansas, EUA - 20 d'octubre de 2015, Hot Springs, Arkansas), geòleg en cap de la mina de vanadi Union Carbide Christy, a Arkansas, i professor de geologia a la Universitat d'Arkansas.

## Característiques
La donowensita és un vanadat de fórmula química Ca(H₂O)₃Fe3+₂(V₂O₇)₂. Va ser aprovada com a espècie vàlida per l'Associació Mineralògica Internacional l'any 2020, sent publicada l'any 2022. Cristal·litza en el sistema triclínic.
Les mostres que van servir per a determinar l'espècie, el que es coneix com a material tipus, es troben conservades a les col·leccions mineralògiques del Museu d'Història Natural del Comtat de Los Angeles, a Los Angeles (Califòrnia) amb el número de catàleg: 75041 i 75042.

## Formació i jaciments
Va ser descoberta a la mina Union Carbide, situada a Wilson Springs, dins el comtat de Garland (Arkansas, Estats Units), en forma d'agulles de fins a 1 mm de llarg. Aquesta mina estatunidenca és l'únic indret de tot el planeta on ha estat descrita aquesta espècie mineral.